# Rugby Africa Cup
La Rugby Africa Cup es el principal torneo africano de rugby que organiza la Rugby Afrique desde el año 2000.
Cabe destacar que la potencia del continente, Sudáfrica, no participa del torneo, en su lugar ha presentado a South Africa Amateurs en cinco oportunidades de las cuales alcanzó el título en tres. Namibia es la selección que más campeonatos tiene en su haber con 9 campeonatos.

## Historia
La Copa África se celebró desde el 2000. Los primeros años estaba pensado para 6 equipos, Marruecos, Túnez y Costa de Marfil por el grupo Norte y Zimbabue, Namibia y South Africa Amateurs (M23) por el Sur. Cada grupo se resolvía a dos rondas en régimen de ida y vuelta.
A partir de la cuarta edición entran Camerún, Madagascar, Uganda, Kenia y Zambia y se organizan con más grupos. Los juveniles sudafricanos, Marruecos y Namibia se reparten las 7 primeras copas.
En 2006, la Africa Cup se acopla a la clasificación para la Copa del Mundo de 2007, Namibia clasifica aunque pierde la final frente a SA Amateurs 29 a 27. Uganda gana por primera vez el torneo en 2007, Kenia en el 2011 y Zimbabue en el 2012.
Después de algunos años de ausencia Namibia se vuelve a presentar en el 2015 y gana todos los torneos hasta 2022.

## Campeonatos de primer nivel

### Único nivel
| Edición | Año     | Campeón                    | 2.º puesto                 |
| ------- | ------- | -------------------------- | -------------------------- |
| I       | 2000    | South Africa U23           | Marruecos                  |
| II      | 2001    | South Africa U23           | Marruecos                  |
| III     | 2002    | Namibia                    | Túnez                      |
| IV      | 2003    | Marruecos                  | Namibia                    |
| V       | 2004    | Namibia                    | Marruecos                  |
| VI      | 2005    | Marruecos                  | Madagascar                 |
| VII     | 2006    | SA Amateurs                | Namibia                    |
| VIII    | 2007    | Uganda                     | Madagascar                 |
| IX      | 2008-09 | Namibia                    | Túnez                      |
| X       | 2010    | no se determinó un campeón | no se determinó un campeón |

### Primer nivel
| Edición | Año  | Sede          | Campeón  | 2.º puesto | 3.er puesto | 4.º puesto |
| ------- | ---- | ------------- | -------- | ---------- | ----------- | ---------- |
| XI      | 2011 | Nairobi       | Kenia    | Túnez      |             |            |
| XII     | 2012 | Jemmal        | Zimbabue | Uganda     | Kenia       | Túnez      |
| XIII    | 2013 | Antananarivo  | Kenia    | Zimbabue   | Madagascar  | Uganda     |
| XIV     | 2014 | Antananarivo  | Namibia  | Zimbabue   | Kenia       | Madagascar |
| XV      | 2015 | Sin sede fija | Namibia  | Zimbabue   | Kenia       | Túnez      |
| XVI     | 2016 | Sin sede fija | Namibia  | Kenia      | Uganda      | Zimbabue   |
| XVII    | 2017 | Sin sede fija | Namibia  | Kenia      | Uganda      | Túnez      |
| XVIII   | 2018 | Sin sede fija | Namibia  | Kenia      | Uganda      | Túnez      |

### Único nivel
| Edición | Año     | Sede          | Campeón                            | 2.º puesto                         | 3.er puesto                        | 4.º puesto                         |
| ------- | ------- | ------------- | ---------------------------------- | ---------------------------------- | ---------------------------------- | ---------------------------------- |
| XIX     | 2019-20 | Sin sede fija | Cancelado por pandemia de COVID-19 | Cancelado por pandemia de COVID-19 | Cancelado por pandemia de COVID-19 | Cancelado por pandemia de COVID-19 |
| XX      | 2021-22 | Sin sede fija | Namibia                            | Kenia                              | Argelia                            | Zimbabue                           |
| XXI     | 2024    | Kampala       | Zimbabue                           | Argelia                            | Namibia                            | Kenia                              |
| XXII    | 2025    | Kampala       | Zimbabue                           | Namibia                            | Argelia                            | Kenia                              |

## Posiciones
- Número de veces que los equipos ocuparon las primeras dos posiciones en todas las ediciones.

| Equipo                | Campeón | 2.º puesto |
| --------------------- | ------- | ---------- |
| Namibia               | 9       | 3          |
| Zimbabue              | 3       | 3          |
| South Africa Amateurs | 3       |            |
| Marruecos             | 2       | 3          |
| Kenia                 | 2       | 4          |
| Uganda                | 1       | 1          |
| Túnez                 |         | 3          |
| Madagascar            |         | 2          |
| Argelia               |         | 1          |

## Campeonatos de niveles inferiores

### División 2 (2001-2010)
| Edición | Año  | Campeón                                                         | 2.º puesto                                                        |
| ------- | ---- | --------------------------------------------------------------- | ----------------------------------------------------------------- |
| I       | 2001 | Madagascar                                                      | Kenia                                                             |
| II      | 2002 | Uganda                                                          | Botsuana                                                          |
| III     | 2003 | Zambia                                                          | Camerún                                                           |
| IV      | 2004 | Botsuana                                                        | Malí                                                              |
| V       | 2005 | Mauricio                                                        | Burkina Faso                                                      |
| VI      | 2006 | Tanzania                                                        | Niger                                                             |
| VII     | 2007 | Nigeria (Norte) Botsuana (Sur)                                  | Burkina Faso (Norte) Tanzania (Sur)                               |
| VIII    | 2008 | Niger (Norte) Reunión (Sur) Burundi (Sur 2)                     | Burkina Faso (Norte) Mauricio (Sur) Ruanda (Sur 2)                |
| IX      | 2009 | Niger (Norte) Zimbabue (Sur) Ruanda (Sur 2)                     | Ghana (Norte) Madagascar (Sur) Burundi (Sur 2)                    |
| X       | 2010 | Niger (Norte) Mauricio (Sur) Ruanda (Central) Argelia (Norte 2) | Senegal (Norte) Tanzania (Sur) Burundi (Central) Egipto (Norte 2) |

### Segundo nivel
| Edición | Año  | Sede                  | Campeón    | 2.º puesto      | 3.er puesto | 4.º puesto      |
| ------- | ---- | --------------------- | ---------- | --------------- | ----------- | --------------- |
| XI      | 2011 | Kampala               | Zimbabue   | Uganda          | Madagascar  |                 |
| XII     | 2012 | Antananarivo          | Madagascar | Namibia         | Senegal     | Marruecos       |
| XIII    | 2013 | Dakar                 | Namibia    | Túnez           | Senegal     | Botsuana        |
| XIV     | 2014 | Nabeul                | Túnez      | Costa de Marfil | Senegal     | Uganda          |
| XV      | 2015 | Kampala               | Uganda     | Madagascar      | Senegal     | Costa de Marfil |
| XVI     | 2016 | Antananarivo Monastir | Senegal    | Túnez           |             |                 |
| XVII    | 2017 | Casablanca            | Marruecos  | Costa de Marfil | Madagascar  | Botsuana        |
| XVIII   | 2018 | Toulouse Mufulira     | Argelia    | Zambia          |             |                 |
| X       | 2019 | Suspendido            | Suspendido | Suspendido      | Suspendido  | Suspendido      |

### Tercer nivel
| Edición | Año  | Sede            | Campeón         | 2.º puesto      | 3.er puesto | 4.º puesto |
| ------- | ---- | --------------- | --------------- | --------------- | ----------- | ---------- |
| XI      | 2011 | Yaundé          | Senegal         | Camerún         | Zambia      | Botsuana   |
| XII     | 2012 | Gaborone        | Botsuana        | Costa de Marfil | Mauricio    | Nigeria    |
| XIII    | 2013 | Yamusukro       | Costa de Marfil | Marruecos       | Nigeria     | Zambia     |
| XIV     | 2014 | Gaborone        | Impala          | Mauricio        | Botsuana    | Nigeria    |
| XV      | 2015 | Lusaka          | Zambia          | Nigeria         | Zimbabue A  |            |
| XVI     | 2016 | Casablanca      | Marruecos       | Nigeria         | Mauricio    |            |
| XVII    | 2017 | Lusaka Mufulira | Argelia         | Zambia          |             |            |
| XVIII   | 2018 | Elmina          | Ghana           | Mauricio        | Ruanda      | Lesoto     |

### Cuarto nivel
| Edición | Año  | Sede          | Campeón  | 2.º puesto | 3.er puesto | 4.º puesto |
| ------- | ---- | ------------- | -------- | ---------- | ----------- | ---------- |
| XI      | 2011 | Johannesburgo | Mauricio | Nigeria    |             |            |